# Максімільєн Шастане
Максімільєн Шастане (15 березня 1996 , Гавр ) — французький фехтувальник на рапірах, бронзовий призер Олімпійських ігор 2024 року, чемпіон Європи.

## Виступи на Олімпіадах
| Олімпіада  | Дисципліна      | Місце |
| ---------- | --------------- | ----- |
| Париж 2024 | командна рапіра | 3     |